# Alfoz (Lugo)
Alfoz es un municipio español perteneciente a la provincia gallega de Lugo, en la comarca de La Mariña Central. 

## Límites
Limita con los ayuntamientos de Foz, Mondoñedo, Abadín y Valle de Oro.

## Geografía humana

### Demografía
Cuenta con una población de 1523 habitantes (INE 2024).
| Gráfica de evolución demográfica de Alfoz entre 1842 y 2021 |
| |
| Población de derecho según los censos de población del INE Población de hecho según los censos de población del INEEn este censo se denominaba Alfoz de Castro de Oro: 1842 |

## Organización territorial
El municipio está formado por ciento sesenta y dos entidades de población distribuidas en nueve parroquias:
- Adelán (Santiago)
- Bacoy[6](Santa María)[8]
- Carballido (San Sebastián)
- Castro de Oro[6] (San Salvador)[9]
- Lagoa (San Vicente)
- Mor[6](San Pedro)[10]
- Oirás[6] (San Mamede)[11]
- Pereiro[6](Santa María)[7]
- Reirado (Santa María)[7]

## Historia
El nombre de Alfoz se cree que procede del nombre árabe Al-hawuz que traducido al gallego medieval representa un territorio con jurisdicción de villa o ciudad.
En el año 1220 le es concedido el título de villa por orden del Rey Alfonso IX de León. Sin embargo, uno de los hechos más relevantes de la historia de Alfoz es un hito importante también para la historia de Galicia, se trata de la Revuelta Irmandiña. Tras esta revuelta campesina tuvo lugar el ajusticiamiento del Mariscal Pedro Pardo de Cela. En este periodo tienen lugar las guerras por el trono de Castilla. El Mariscal Pardo de Cela soportó el asedio que le propició Fernando de Acuña, a lo largo de tres años, en el Castillo de Pardo de Cela situado en A Frouxeira. Sin embargo, los esfuerzos del Mariscal resultaron en vano y el 7 de diciembre de 1483 es capturado en su castillo de Castro de Ouro y ejecutado diez días después en la plaza de la Catedral de Mondoñedo.

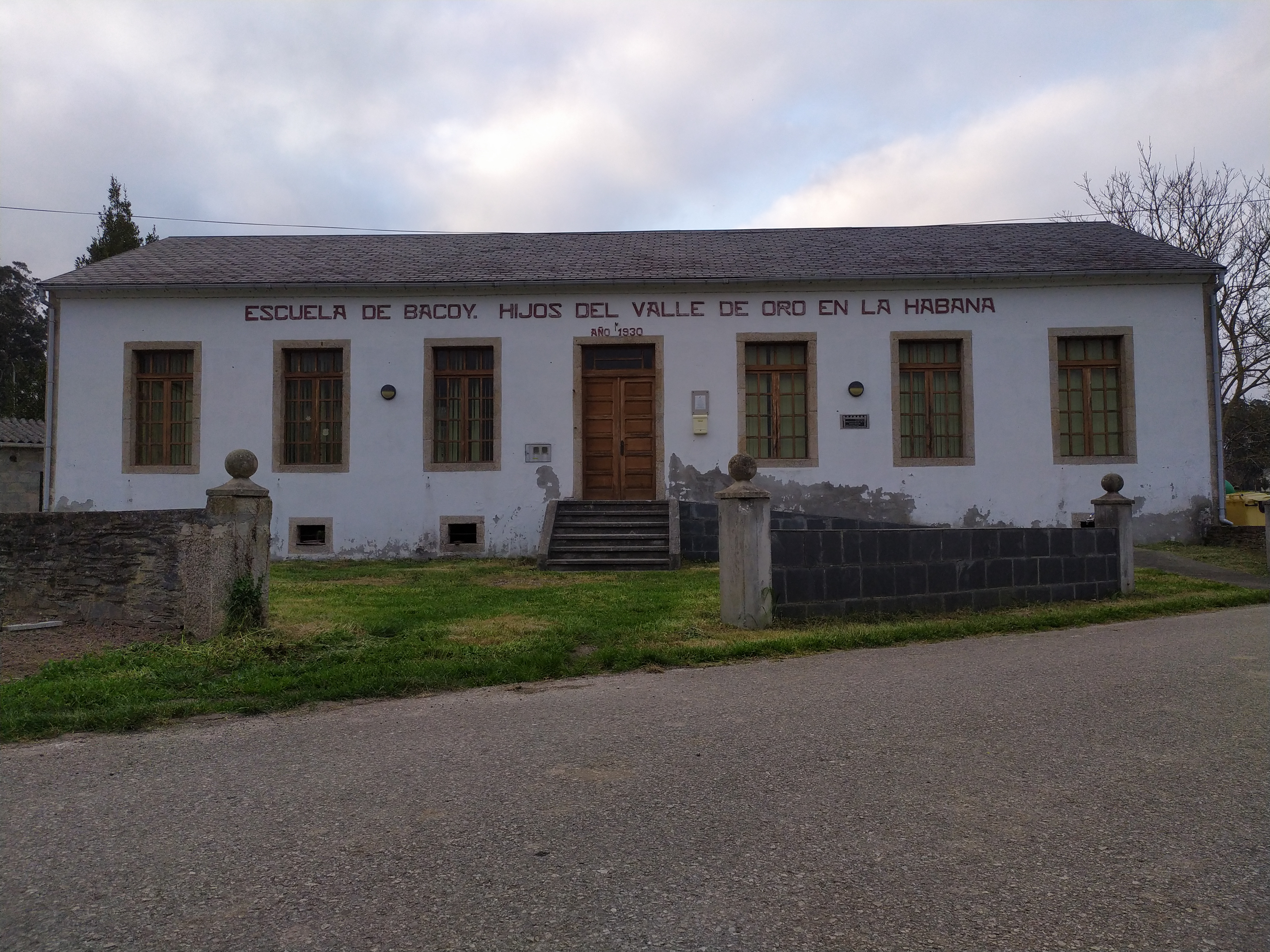
Escuela habanera de Bacoy.

Destaca el siglo XVIII como años de gran prosperidad para el municipio, predominantemente por su industria textil. Hay registros que avalan la existencia de noventa y nueve telares en el año 1787. Fueron también buenos años para la agricultura y el sector vitivinícola. Después de esta época de esplendor, el siglo XIX significa para el municipio la pérdida de una gran cantidad de población que emigra a América para mejorar su calidad de vida. El gran auge de la emigración a América queda reflejado en la existencia de escuelas habaneras durante la primera mitad del siglo XX, financiadas por aquellos alfocenses emigrados una vez que habían regresado.

## Arquitectura

### Castillo de Castro de Ouro

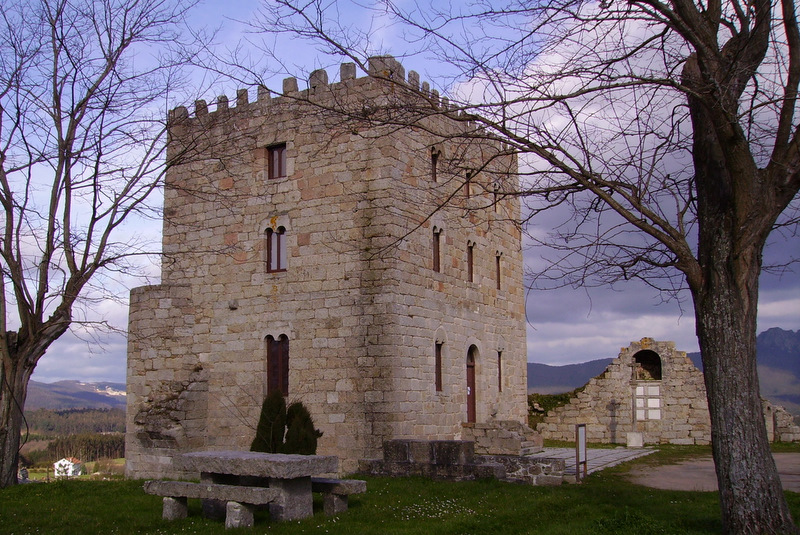
Castillo de Castrodouro.

El castillo de 80 metros de altitud se encuentra en la parroquia de San Salvador de Castro de Ouro. Su estructura se denomina simple y de planta cuadrada. El castillo se encuentra organizado alrededor de su torre central. En sus inmediaciones se encuentra un perímetro de torreones circulares, se conserva uno de ellos anexo a la torre.
El castillo que se conserva fue construido sobre un antiguo castro, reconstruido por orden de Mamed Vistremeiro durante la Alta Edad Media. Posteriormente, desde finales del siglo X pasó a manos de los obispos de Mondoñedo. La estructura que se conserva data de mediados del siglo XV, época del Mariscal Pedro Pardo de Cela. Sin embargo, aproximadamente en el año 1483 es desmantelado por decreto del gobernador Fernando de Acuña, tras la ejecución del Mariscal. Entre los años 1546 y 1549 se llevó a cabo una reparación por Diego de Soto, obispo de Mondoñedo. Durante esta restauración se le abrieron numerosas ventanas a la estructura y sirvió como prisión episcopal. Pasaría por otra restauración, de dudoso rigor, entre 1907 y 1909 que le daría su apariencia actual. Posteriormente sería juzgado y ayuntamiento y ahora sirve como sala de exposiciones.

### Ponte Nova

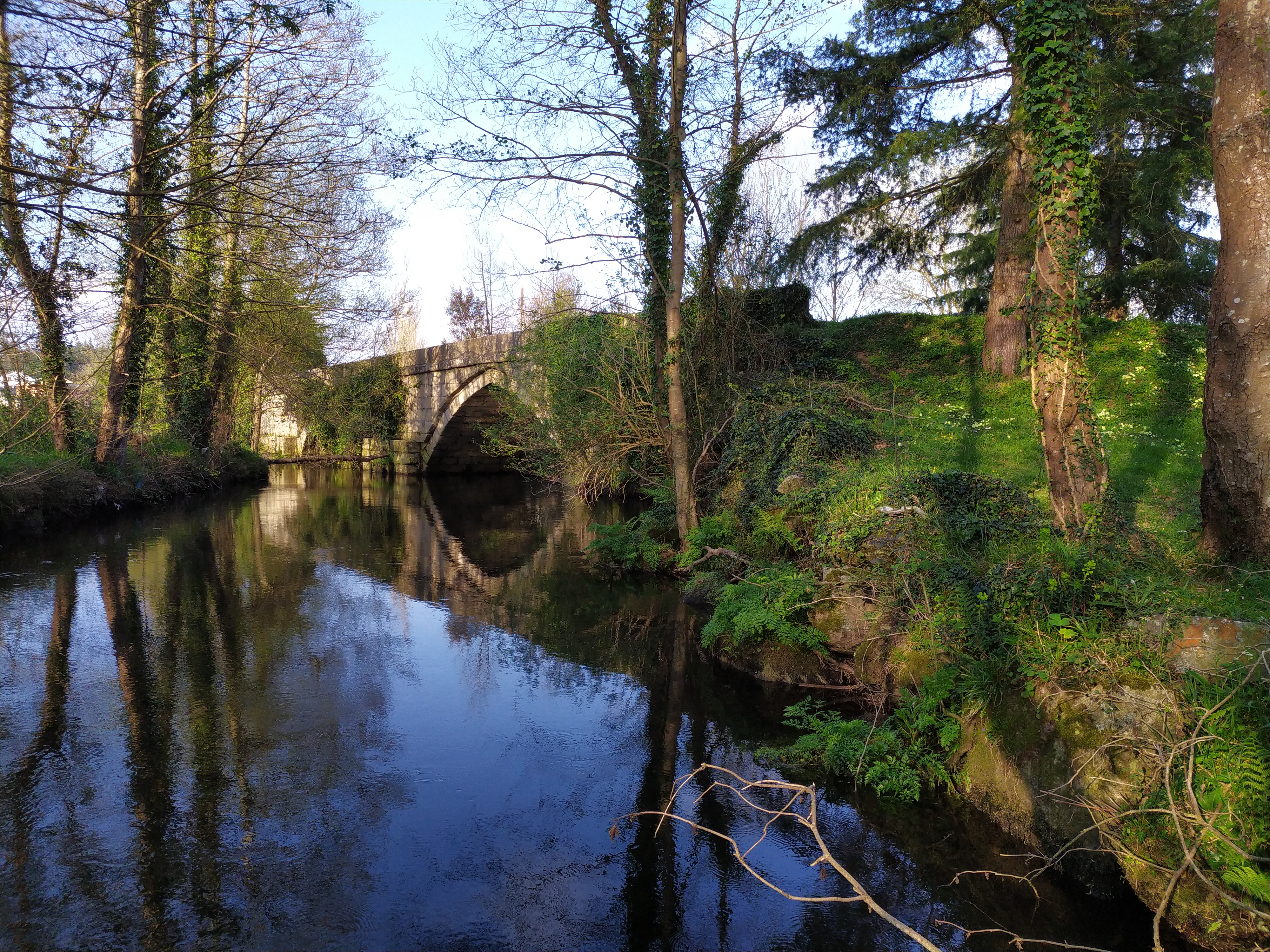
Ponte Nova, casi cubierta por la maleza.

Situada sobre el río Ouro, en la parroquia de Mor barrio de Vilaúde, se encuentra este puente que data del siglo XVIII. El puente, realizado en sillería granítica presenta un petril de reducida altitud y es destacable por la concepción de sus arcos. Esto se debe a que presenta tres, en primer lugar, un arco ajimezado que se caracteriza por ser muy pronunciado situado en un lateral. Los otros dos arcos, son de medio punto y entre ellos son diferentes en cuanto a tamaño y forma.
Debido a las condiciones de corriente del río, cuenta con dos barcas, también de piedra. Con su perfil abombado y pendientes suaves, servía como carretera para el recorrido Mondoñedo-Ferreira. Debido al aumento del tránsito, esta fue recolocada y construida otra de carácter moderno en su lugar.

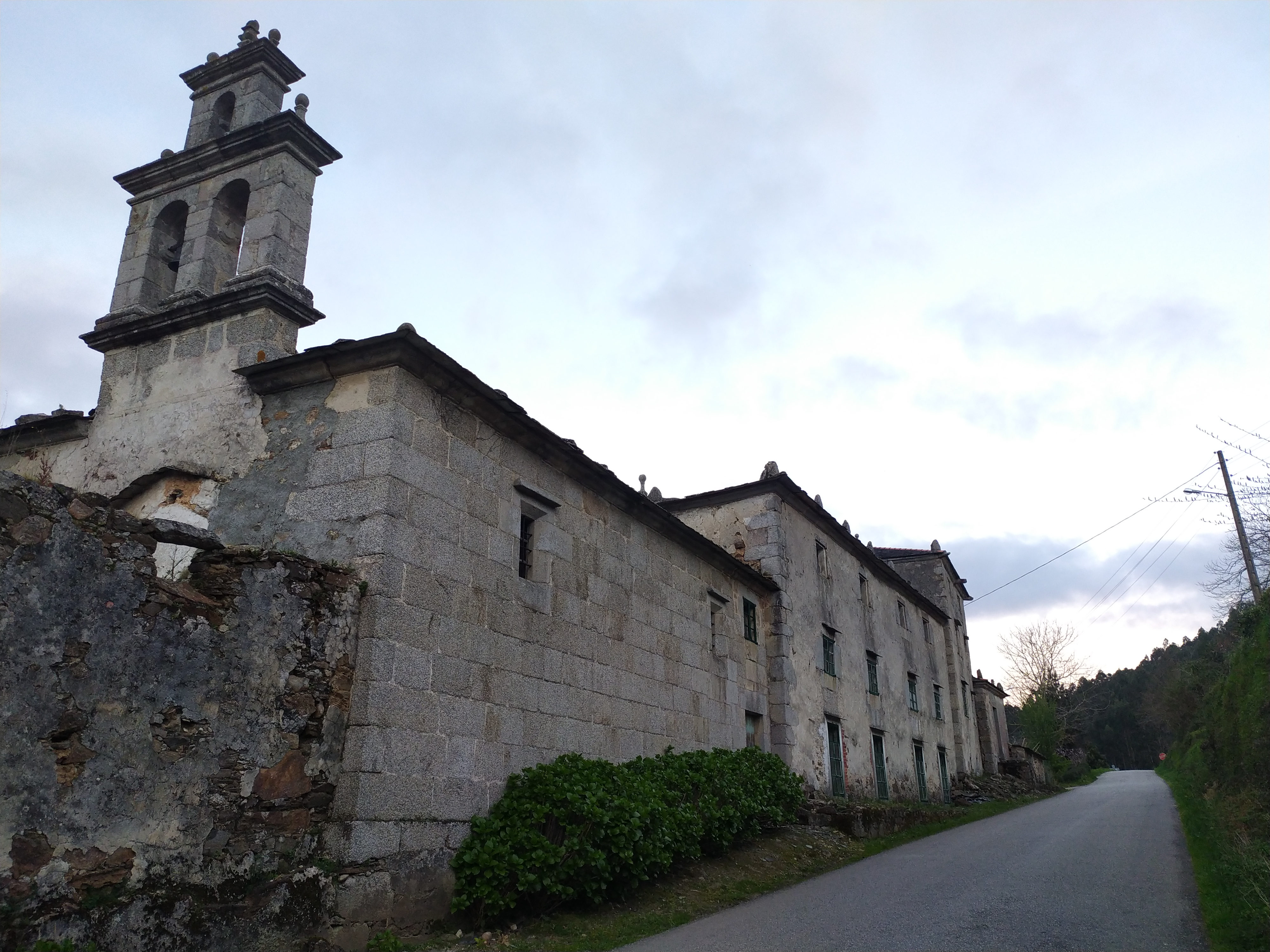
Vista lateral del Pazo de Carrocide.

### Pazo de Carrocide
Situado en la parroquia de Lagoa, en Carrocide data del año 1686. Fue construido por orden del archidiácono de Viveiro Pedro de Rigueiro Freire y Andrade. Es una construcción de tipo Casa-Pazo y cuenta con dos puertas de entrada, adornadas por dos arcos de medio punto. Además, cuenta con un granero, varios alpendres y capilla, además de la casa señorial distribuida en tres cuerpos. De estos tres cuerpos, dos tienen forma de torre con almenas con dos pisos de altura, cuenta con techo a cuatro aguas y almenas con pináculo. El tercer cuerpo tiene planta rectangular y se distribuye también en dos pisos de altura, a diferencia de los otros dos cuerpos, este tiene tejado a tres aguas. De su interior destaca la concina, que cuenta con chimenea, así como los muebles distribuidos en las diferentes habitaciones que datan del siglo XIX. La estructura está labrada en piedra de cantería. Actualmente, la piedra de la fachada se encuentra oscurecida debido al deterioro causado por el tiempo. El conjunto arquitectónico se encuentra en manos privadas.

### Pazo de Rizal

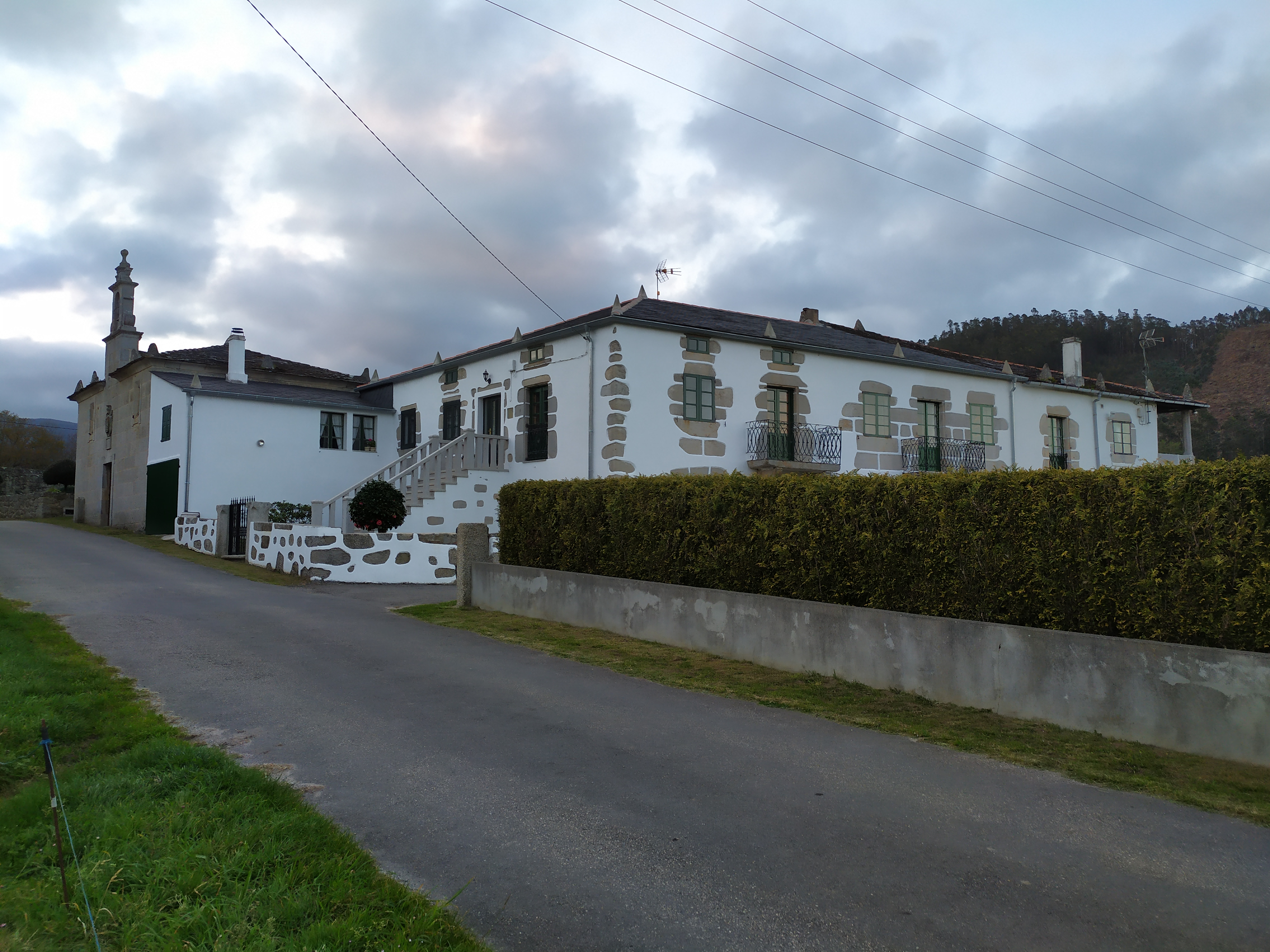
Vista de la fachada del Pazo de Rizal.

Al igual que el Pazo de Carrocide, el Pazo de Rizal se encuentra en la parroquia de Lagoa, en el lugar de Rizal. Data del siglo XVIII y fue mandado construir por orden de José de la Vega y Río, que había amasado una gran cantidad de dinero gracias al comercio de lienzos. Su arquitectura muestra un núcleo central con planta rectangular distribuido en dos alturas y tejado a cuatro aguas. Originalmente se construyó en piedra de cantería, aunque ha sido pintado de color blanco. Destaca de su fachada principal una balconada construida en hierro forjado. Cuenta además del edificio central con capilla, patio y varios alpendres. El conjunto arquitectónico se encuentra protegido por un muro, construido en piedra de cantería al igual que el resto de las edificaciones. En dicho muro se encuentran los cuatro escudos de armas en homenaje a los campos correspondientes al escudo cuartelado. Se observa en la entrada un gran portalón cerrado con un dintel. En su frontón se encuentra el escudo de armas familiar y su linaje. Representa a las familias Vega, Varela, Partierra y Marrube. Se encuentra en manos privadas.

### Pazo da Escoura
El Pazo da Escoura se localiza en Adelán y se caracteriza por su construcción con núcleo central con forma de torre con almenas, se le suman diferentes cuerpos anexos. De estos cuerpos, el primero es de planta cuadrada a modo de torre. Está construida en mampostería con el techo a cuatro aguas y tejado ornamentado con almenas terminadas en pináculos. El añadido principal es de planta rectangular también construida en mampostería, solo cuenta con un piso y tejado a tres aguas. Toda la cubierta es de loseta. Es de titularidad privada.

### Pazo de Reimunde
El Pazo de Reimunde se sitúa en la parroquia de Carballido. Se levanta en dos pisos de planta rectangular y cubierta de loseta a cuatro aguas. Su material de construcción es sillería granítica procedente del propio municipio. Antiguamente, se localizaba un escudo en la parte superior de la puerta de entrada. Sin embargo, cuenta con otro que sí se conserva en el lateral izquierdo. Este escudo lateral es circular con una sola imagen. Representa a cinco mujeres tapando su torso por vieiras solo en su parte inferior. El escudo tiene en su parte superior un yelmo de hidalgo que mira a la derecha y cuenta con una bordura con la inscripción “Decus Miranda Propago Faemineum Servatae”. Su titularidad es privada.

### Pazo de Allegue
El Pazo de Allegue, al igual que el Pazo de Reimunde se encuentra en Carballido. Fue construido por orden de Juan de Luaces en el siglo XVI. Se diferencia del resto de construcciones por la disposición de sus tres cuerpos en forma de “ese”. Uno de los núcleos de la construcción es de planta rectangular compuesta por dos alturas y tejado a dos aguas, es el más antiguo, del siglo XVI. Posteriormente se añadieron dos núcleos más en los siglos XVII y XVIII. Ambos tienen la misma estructura, de planta en forma rectangular distribuidos en dos alturas y una gran cantidad de ventanas. Otro añadido fue la capilla anexa al tercer bloque, en latitud norte, a finales del siglo XVII. A este conjunto arquitectónico se le suman una fuente, un crucero y un palomar. Su propiedad se encuentra en manos privadas.

### Cruceiro de Gorvidal

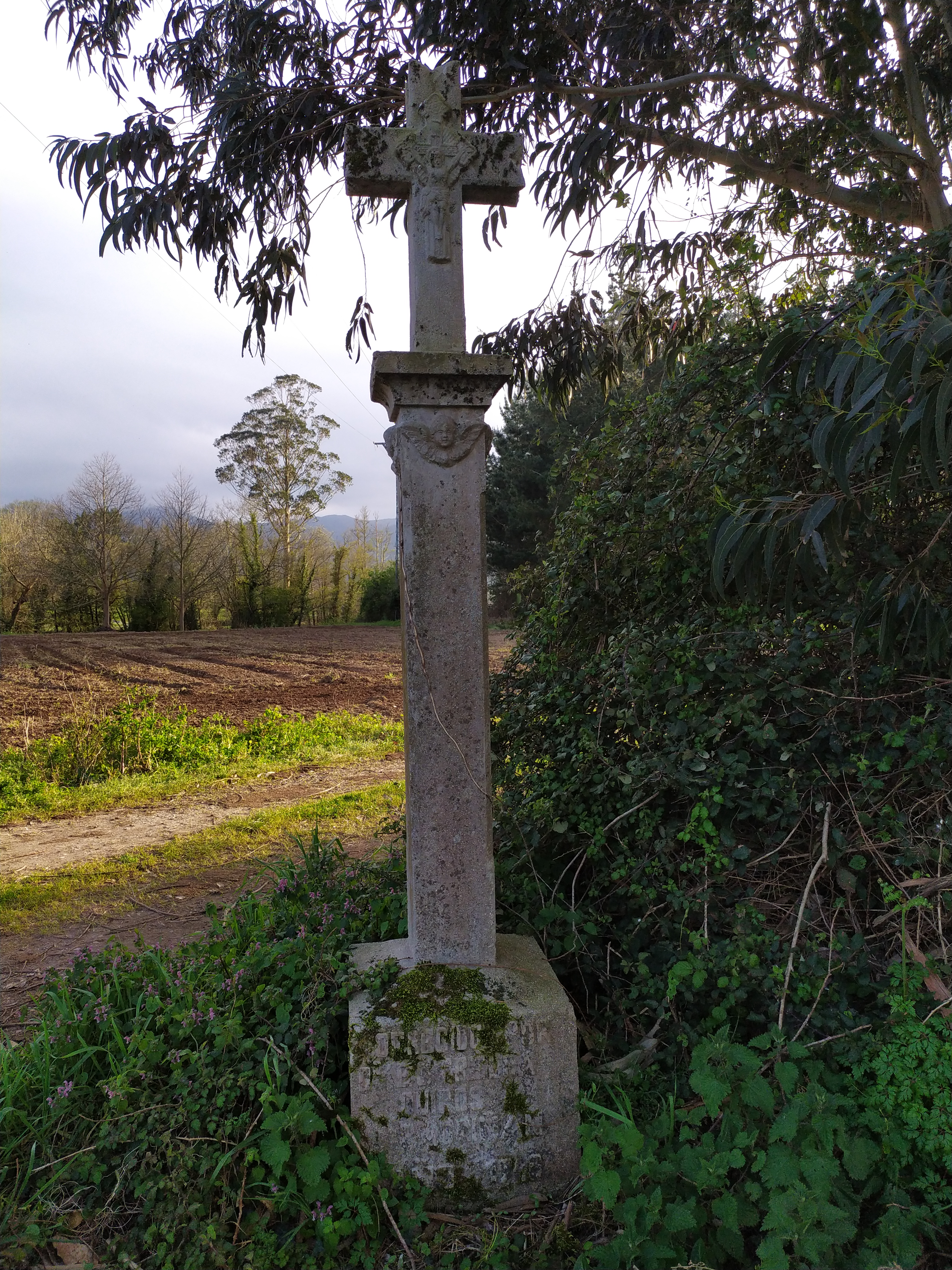
Vista frontal del Cruceiro de Gorvidal.

El cruceiro de Gorvidal se encuentra en la parroquia de Bacoy en el lugar de O Gorvidal. Su estilo barroco contrasta con su sencilla configuración. El fuste es de forma cuadrada y cuenta con sus aristas rebajadas, exceptuando las uniones.  El capitel presenta una forma similar a la cuadrangular y cuenta también con ornamentación. En el caso de la cruz, se puede observar la imagen de un Cristo.

### Cruceiro da Caxigueira
Este cruceiro se encuentra situado en la parroquia de O Pereiro en el lugar de A Caxigueira. Construido en el siglo XVIII se erige en una plataforma que cuenta en primera instancia con un cuerpo cúbico, además de un segundo cuerpo con forma tronco-piramidal. De este modo, el cruceiro situado en la plataforma adquiere forma de columna. En su base, configurada como un “peto de ánimas”, se encuentra una pequeña capilla con la imagen de la Virgen María. En su fuste de forma cuadrada y aristas rebajadas, se pueden observar las representaciones de la Pasión. Destaca el capitel de gran volumen que posee dos cuerpos, el de la parte superior cuenta con cuatro volutas situadas en los vértices, así como grabados de ángeles en sus cuatro caras. La cruz, propiamente dicha, es de estilo barroco y reproduce una imagen de Cristo por un lado y en el otro una de María.

## Monumentos naturales

### Pena Abaladoira
La Pena Abaladoira es uno de los monumentos naturales de mayor antigüedad del municipio. Se trata de un monumento megalítico situado en la parroquia de O Pereiro. Se conoce como Pena Abaladoira a una enorme roca de granito con forma esférica. Cuenta con cuatro metros de alto, cuatro de ancho y cinco de largo y su peso alcanza las veinte toneladas. En su parte superior, erosionada por el tiempo, se pueden observar sumideros, así como un canal de desagüe. Además, se alcanzan a apreciar los vestigios del gravado de una “bicha”, representación de una serpiente con cabeza humana.
Reside su valor histórico por ser lugar de culto y consultas desde el Neolítico. Su movimiento se utilizaba a modo de oráculo de adivinación, así como para juicios de verdad. El movimiento de la piedra o no, sentenciaba al acusado y se llevó a cabo hasta el siglo XIII. Se le atribuían otras propiedades como podía ser curar el reuma si se pasaba por debajo y se movía con una mano, rituales de fertilidad, o también propiedades curativas, en el agua que se acumulaba en su parte superior.

### Cascada del Escouridal

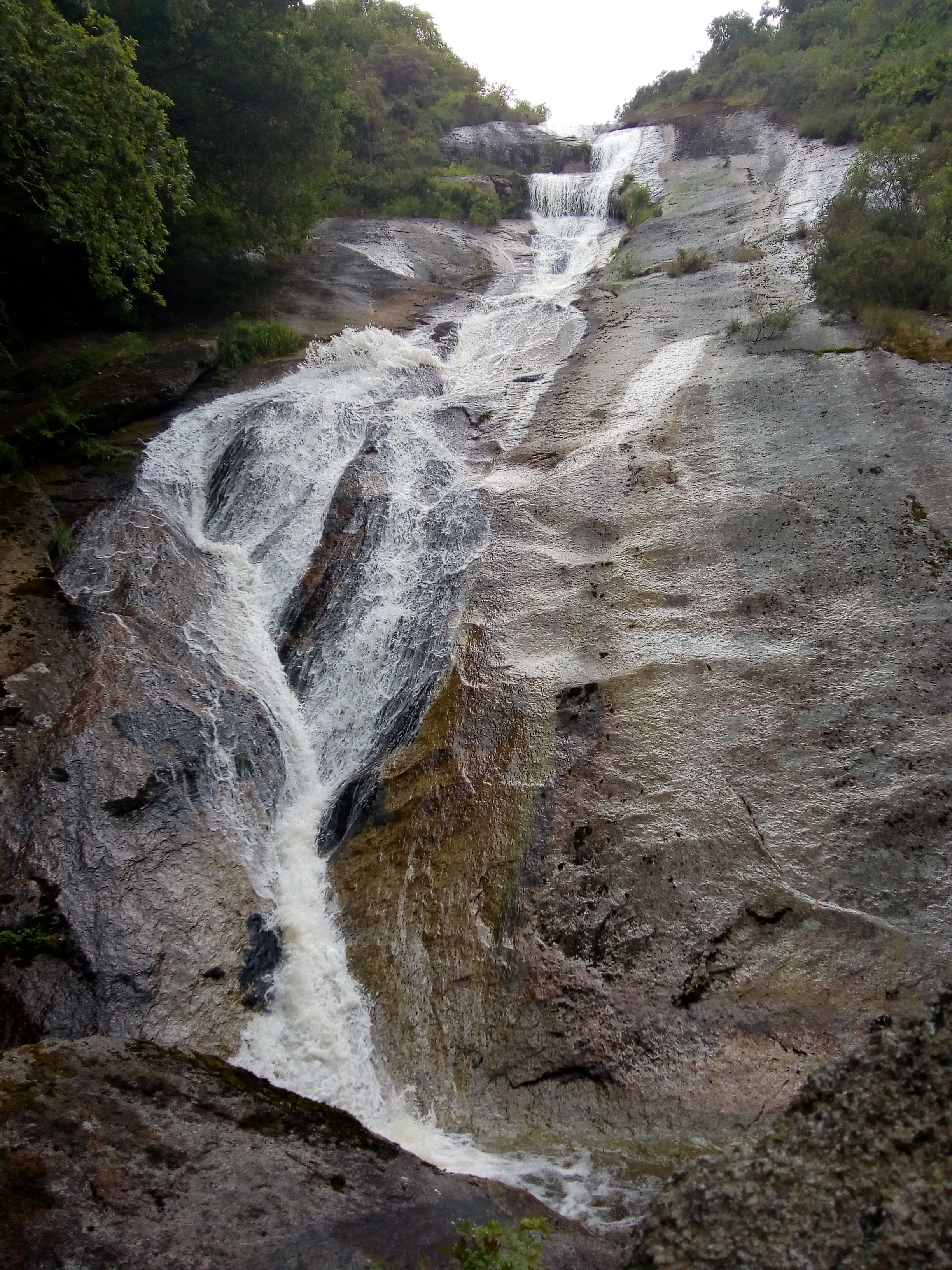
Parte central de la cascada.

Situada entre Alfoz y O Valadouro es considerada la cascada más alta de Galicia, en función de sus características. Este es un salto de agua del río Guilifonso, afluente del río Ouro, nace en O Pereiro como parte de la sierra de O Xistral. Se caracteriza por ser una caída de agua en diferentes niveles que caen por un desnivel de 80 metros de altitud.

## Lugares de interés

### Finca Galea

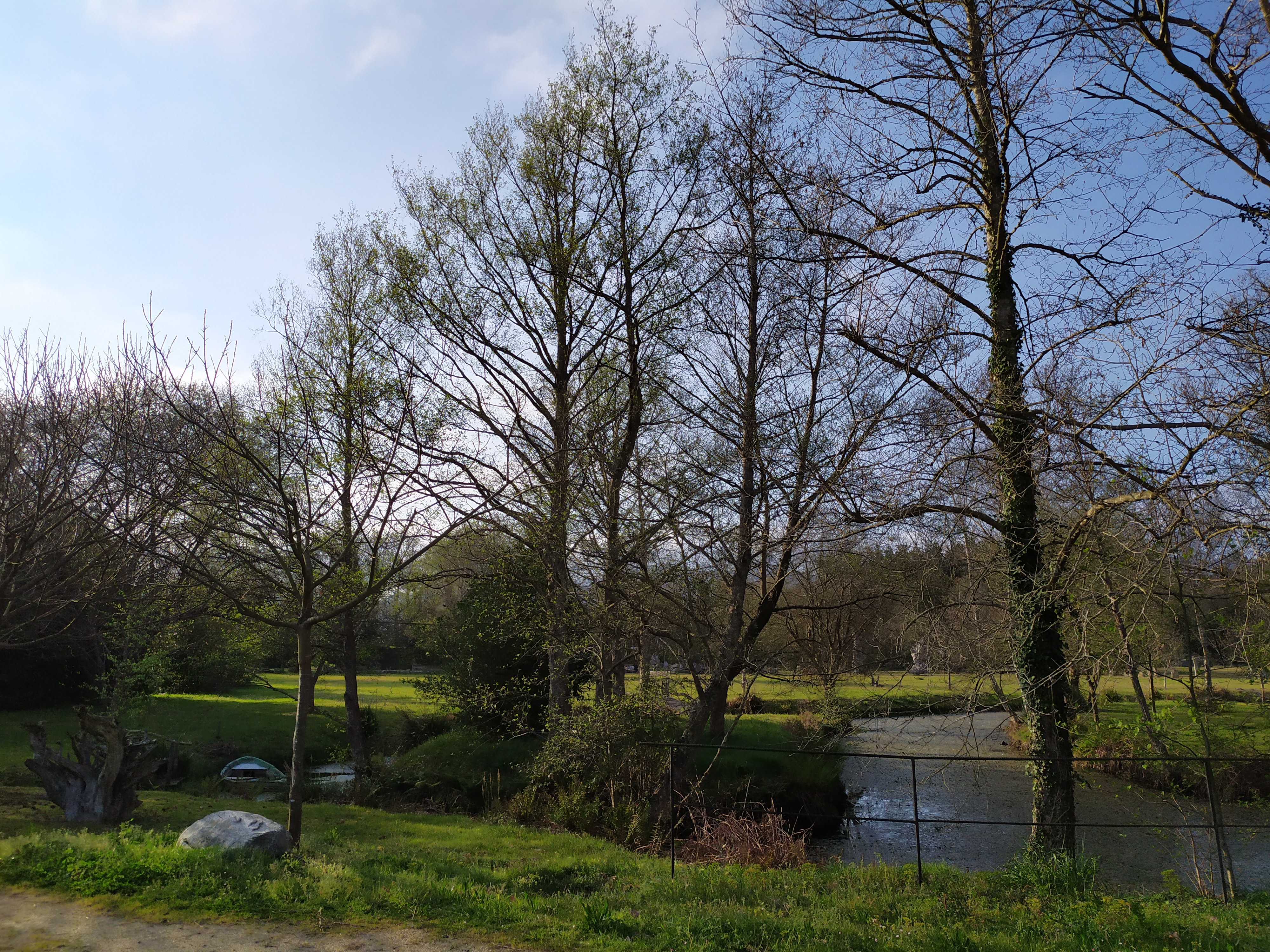
Vista general de Finca Galea.

Finca Galea es propiamente dicha una finca que cuenta son seis hectáreas de superficie a orillas del río Ouro. Está formada por diversas estructuras tradicionales de tipo pazo y espacio que antiguamente estaba dedicado a la agricultura. En la propia finca se localiza el Museo Etnográfico del Agua. Se conoce por este nombre debido a que gracias al agua del río Ouro, funcionan varios elementos. Algunos de estos elementos son, por ejemplo, un molino de harina y un batán. El molino de harina ha sido restaurado para que toda su maquinaria funcione a la perfección gracias a la fuerza del agua. El batán es una máquina hidráulica utilizada para suavizar los tejidos textiles antes de su confección.

### Museo de las Zocas
En 2015 se instaló en la segunda planta de Castillo de Castro de Ouro el Museo das Zocas. El zoqueiro alfocense Alberto Geada mantiene viva la tradición de un oficio tradicional siendo el único en activo de la provincia de Lugo. El Museo das Zocas se mantuvo en la Torre del Mariscal desde 2015 hasta el año 2019. En los años que estuvo en funcionamiento se expusieron una amplia colección de zocas y se llevaban a cabo demostraciones del oficio.

## Fiestas de interés

### Mercado Medieval
Año tras año se recrea en Alfoz el Mercado Medieval. Dicho mercado se ambienta en 1483, coincidiendo con la detención del Mariscal Pardo de Cela. Cada tercer fin de semana de julio se recrea en las inmediaciones del Castillo de Castro de Ouro un auténtico mercado del medievo. Se pueden ver puestos con productos típicos, artesanos de los múltiples gremios que se asentaban en la Mariña Lucense, así como recreaciones teatrales de la historia del Mariscal y exhibiciones ecuestres propias de la época.
A lo largo del día, pasean por el mercado la representación de los personajes más destacados de la época como pueden ser Juana la Beltraneja, el Obispo de Mondoñedo o el Mariscal Pardo de Cela y su mujer Isabel de Castro.

### Fiesta de los Chóferes
Esta fiesta nace como homenaje a los camioneros y chóferes de Alfoz debido su tradición carrocera. Tiene como eje central la Procesión dos Chóferes de San Cristovo que se celebra desde 1965. En la procesión participan cientos de vehículos de distintas localidades de la zona. Es una parte imprescindible de la procesión que estén engalanados como muestra de honra a San Cristovo. La procesión alcanza las dos horas, en las que los vehículos circulan por todas las parroquias del municipio. Termina la procesión en la iglesia de San Pedro de Mor, donde los vehículos son bendecidos por el párroco.

## Deporte
El municipio cuenta con un equipo de fútbol, el Club Deportivo Alfoz, fundado en 1981 y que milita en Segunda Galicia.